# 美國火砲列表
收錄美軍曾使用的各式火砲。

## 1890年至第二次世界大戰結束

### 迫擊炮
- 240毫米壕溝迫擊炮（英语：240 mm Trench Mortar）
- 12吋海防迫擊炮（英语：12-inch coast defense mortar）
- M1迫擊炮（英语：M1 mortar）
- M2迫擊炮
- M3迫擊炮（英语：M2 4.2-inch mortar）
- 小大衛

### 步兵炮
- M1916TRP步兵炮（英语：Canon d'Infanterie de 37 modèle 1916 TRP）
- M1917步兵炮（英语：37 mm Infantry Gun Model 1917）
- Mk. III步兵炮（英语：37 mm McClean Automatic Cannon Mk. III）

### 山炮
- QF 2.95吋山炮（英语：QF 2.95-inch mountain gun）

### 坦克炮
- M1/M2/M3坦克炮
- M1坦克炮
- M3坦克炮
- M6坦克炮

### 反坦克炮
- M1897反坦克炮
- M2/M3/M6反坦克炮
- M1反坦克炮
- M1反坦克炮
- M3反坦克炮
- M3反坦克炮
- M5反坦克炮
- 博斯反坦克步槍

### 驅逐戰車
- M10驅逐戰車
- M18驅逐戰車
- M36驅逐戰車

### 榴彈砲
- M1897 75毫米榴彈炮
- M1918 155公釐榴彈炮（英语：Canon de 155 C modèle 1917 Schneider）
- M1918 155公釐榴彈炮（英语：Canon de 155mm GPF）
- M1A1 75公釐榴彈砲
- M1 114毫米榴彈炮
- M114 155毫米榴弹炮
- M1 155公釐榴彈炮（英语：M114 155mm howitzer）
- M2/M4 105公釐榴彈砲
- M1/M2 203公釐榴彈砲
- M1 203公釐榴彈炮（英语：8-inch gun M1）
- M1 240公釐榴彈砲
- M2 155公釐榴彈砲
- M3 105公釐榴彈砲

### 自走砲
- M7自走炮
- M8自走炮
- M12自走砲
- M37自走炮（英语：M37 105 mm Howitzer Motor Carriage）
- M40自走砲
- M41自走炮
- M43自走炮（英语：M43 Howitzer Motor Carriage）
- M44自走炮（英语：M44 Howitzer Motor Carriage）

### 防空炮
- M45防空機槍塔
- HS.404 20毫米防空炮（英语：Hispano-Suiza HS.404）
- 厄利孔20毫米機砲
- M1 37毫米防空炮（英语：37 mm gun M1）
- M1 40毫米防空炮
- M1917/M1918 76毫米防空炮（英语：3-inch gun M1918）
- M3 76毫米防空炮（英语：3-inch anti-aircraft gun M3）
- M1 90毫米防空炮
- M1 120毫米防空炮（英语：120 mm M1 gun）
- 28毫米75倍徑高射機炮
- QF1磅砰砰炮
- 3吋23倍徑火炮
- 3吋50倍徑火炮
- 5吋25倍徑火炮（英语：5-inch/25-caliber gun）

### 防空炮車
- M19防空炮車（英语：M19 Multiple Gun Motor Carriage）

### 無後座力炮
- M18無後座力炮

### 火箭筒
- M1/M9巴祖卡

### 艦炮
- 14吋45倍徑艦炮
- 14吋50倍徑艦炮
- 16吋45倍徑火炮（英语：16-inch/45-caliber gun）
- Mk 6 16吋45倍徑艦炮
- Mk 7 16英寸艦砲
- 5吋38倍徑砲
- 6吋53倍徑艦炮
- 6吋47倍徑艦炮
- 8吋55倍徑艦炮
- 12吋50倍徑Mk 8火炮（英语：12-inch/50-caliber Mark 8 gun）
- 5吋51倍徑火炮
- Mk 39五英吋艦炮
- 3吋50倍徑火炮
- 4吋50倍徑火炮
- 5吋25倍徑火炮（英语：5-inch/25-caliber gun）
- 5吋51倍徑火炮
- 6吋53倍徑艦炮

## 冷戰期間

### 迫擊炮
- M19迫擊炮（英语：M19 Mortar）
- M29迫擊炮（英语：M29 Mortar）
- M30迫擊炮（英语：M30 Mortar）
- M120迫擊炮
- M224迫擊砲
- M252迫擊炮
- M327迫擊炮（英语：Mortier 120mm Rayé Tracté Modèle F1）

### 戰車炮
- M2/M3/M6 75公釐戰車炮
- M1 76毫米坦克砲
- M3 90公釐戰車炮
- M68 105公釐戰車炮
- M256A1 120毫米戰車炮

### 反坦克炮
- M1 57公釐反戰車炮
- M2/M3/M6 75公釐戰車炮
- M1 76毫米坦克砲
- M3 90公釐戰車炮
- M68 105公釐戰車炮
- M256A1 120毫米戰車炮

### 機炮
- M39機炮
- M61火神式機炮
- M134迷你機炮
- M195機砲
- M197加特林機炮
- M230鏈炮
- MK12機炮（英语：Colt Mk 12 cannon）
- GAU-8/A
- GAU-12
- GAU-13/A
- GAU-19
- GAU-22/A

### 鏈炮
- M230鏈炮
- M242巨蝮式鏈炮
- Mk 44巨蝮二式鏈炮

### 防空炮
- M163火神防空系統（英语：M163 VADS）
- M167火神式防空炮
- 厄利孔20毫米機炮
- 伊斯帕諾-西扎HS.820機炮
- 歐瑞康GDF雙管高射炮
- M1 40公釐防空炮
- M1 90公釐防空炮

### 防空炮車
- M42防空砲車

### 加農炮
- M59 155公釐加農炮
- M65 280公釐加農炮

### 榴彈砲
- M1 240公釐榴彈砲
- M3 105公釐榴彈砲
- M101 105公釐榴彈砲
- M102 105公釐榴彈炮（英语：M102 howitzer）
- M114 155公釐榴彈炮
- M115 203公釐榴彈砲
- M116 75公釐榴彈砲
- M119 105公釐榴彈炮（英语：M119 howitzer）
- M198 榴彈砲
- M777 155公釐榴彈砲

### 自走砲
- M37自走炮（英语：M37 105 mm Howitzer Motor Carriage）
- M40自走砲
- M41自走炮
- M43自走炮（英语：M43 Howitzer Motor Carriage）
- M44自走炮（英语：M44 Howitzer Motor Carriage）
- M50自走砲
- M52自走炮
- M53自走炮（日语：M53 155mm自走砲）
- M55自走炮
- M56自走砲
- M107自走砲
- M108自走砲
- M109自走砲
- M110自走炮

### 無後座力炮
- M1/M2/M3/M4無後座力炮
- M18無後座力炮
- M40無後座力炮
- M67無後座力炮
- M28/29「大衛·克羅克特」無後座力炮

### 火箭筒
- M1/M9巴祖卡
- M20巴祖卡
- M72系列（/A1/A2/A3/A4/A5/A6/A7/A8/A9/A10）LAW
- M136AT4
- M141 SMAW-D
- M202 FLASH
- MK153 SMAW

### 多管火箭炮
- M270多管火箭系統
- M142高机动性多管火箭系统

### 艦炮
- Mk 7 16英寸艦砲
- Mk 12 5吋38倍徑砲
- Mk 42艦砲
- Mk 45艦砲
- Mk 75艦炮

## 冷戰結束後迄今

### 迫擊炮
- M120迫擊砲
- M224迫擊砲
- M252迫擊砲
- M327迫擊砲（英语：Mortier 120mm Rayé Tracté Modèle F1）
- XM905迫擊砲
- NEMO迫擊砲系統（英语：Patria NEMO）

### 戰車砲
- M68 105毫米戰車炮
- M256A1 120毫米戰車炮
- M35 105毫米戰車炮（英语：M35 (tank gun)）
- XM360 120毫米戰車炮（英语：XM360）

### 反戰車砲
- M68 105公釐戰車炮
- M256A1 120毫米戰車炮

### 驅逐戰車
- M1128機動炮車

### 防空炮
- 歐瑞康GDF雙管高射炮
- 波佛斯40公釐高射砲

### 機炮
- M39機炮
- M61火神式機炮
- M134迷你機炮
- M195機砲
- M197加特林機炮
- M230鏈炮
- GAU-8/A
- GAU-12
- GAU-13/A
- GAU-19
- GAU-22/A

### 鏈炮
- M230鏈炮
- M242巨蝮式鏈炮
- Mk 44巨蝮二式鏈炮
- 巨蝮三式鏈炮
- 巨蝮四式鏈炮
- XM913超級巨蝮式鏈炮（英语：XM913 chain gun）

### 榴彈砲
- M102 105公釐榴彈炮（英语：M102 howitzer）
- M119 105公釐榴彈炮（英语：M119 howitzer）
- M198 155公釐榴彈炮（英语：M198 howitzer）
- M777 155公釐榴彈砲

### 自走砲
- M109自走砲

### 無後座力砲
- M67無後座力炮
- M1/M2/M3/M4無後座力炮

### 火箭筒
- M72系列（/A1/A2/A3/A4/A5/A6/A7/A8/A9/A10）LAW
- M136AT4
- M141 SMAW-D
- M202 FLASH
- MK153 SMAW
- XM919 Individual Assault Munition

### 多管火箭炮
- M270多管火箭系統
- M142高机动性多管火箭系统

### 艦炮
- Mk45艦砲
- Mk75艦砲
- Mk110艦砲（英语：Bofors 57 mm L/70 naval artillery gun）
- Mk38遙控武器系統

## 取消開發

### 迫擊砲
- 2R2M龍火II迫擊砲（英语：2R2M mortar）

### 自走砲
- XM2001十字軍自走砲
- XM1203非視距自走砲（英语：XM1203 Non-Line-of-Sight Cannon）
- M1299自走砲

### 防空砲車
- M247 40公釐約克中士式(Sergeant York)防空砲車
- T249 37公釐民團團員(Vigilante)防空砲車

### 機炮
- XM188機炮
- XM214機炮
- XM301機炮